# Gajin svet
Gajin svet je slovenski mladinski komični film iz leta 2018. Režiral ga je Peter Bratuša.

### Zgodba
Enajstletna Gaja živi v mestu s tri leta starejšo sestro in staršema zdravnikoma. Mama odide k Zdravnikom brez meja v Liberiji in družina se skuša znajti brez nje. Gajin prijatelj Matic je večna žrtev šolskih nasilnežev, Gajina sestra Tea pa s svojo prijateljico Dašo prek spleta nasede lažni manekenski ponudbi spolnega predatorja. Na koncu se stvari uspešno razrešijo. Oče se ponovno zaljubi, starejša sestra pa se spametuje.

### Scenarij in produkcija
Film sta producirala Peter Bratuša in Tilen Ravnikar iz podjetja Felina, ki se ukvarja s snemanjem oglasov. Bratuša je scenarij napisal s Špelo Levičnik Oblak, direktorico agencije LUNA TBWA. Koproducent je bil RTV Slovenija. Z otroškimi igralci je delala Manca Dorrer.

### Financiranje, lokacije snemanja in sponzorji
RTV Slovenija je prispevala 427.920 evrov, Slovenski filmski center pa 30.000 evrov. Celoten projekt je stal 623.220 evrov. Delovno mesto Gajinega očeta zdravnika je bilo posneto v prostorih Diagnostičnega centra Bled. Za lokacijo Gajine šole je služila OŠ Prežihovega Voranca v Ljubljani.

## Sprejem pri kritikih in gledalcih

### Kritiki
Matic Majcen je za Večer napisal, da je Gajin svet sicer boljši film kot Košarkar naj bo, vendar je posnet kot limonadnica ter podcenjuje miselne sposobnosti svojih likov in gledalcev, zaradi česar izpade didaktičen, trash element pa mu daje nizanje nelogičnih dejanj, kot so mamin odhod od otrok brez posledic, nenavadna nesposobnost Gajinega očeta pri opravljanju gospodinjskih opravil ter zlo v podobi sumljivega moškega v temačnem stanovanju, ki dekleti uspešno zavede. Ustvarjalcem je očital, da kljub poudarjanju izobraževalne note mladim ponujajo vsakdanji komercialni izdelek, ki celo vsebuje sekvenco v slogu TV oglasa, namesto da bi jim odprli vrata v svet samosvojega, globljega, idealističnega in razmišljujočega filmskega ustvarjanja.
Marcel Štefančič jr. je filmu dal oceno »zadržan«. Napisal je, da gre za konzervativen film, ki skuša biti trendovski, pod krinko lahkotnosti pa skriva prezir do karieristične ženske, ki s svojim odhodom ogrozi moževo moškost ter hčerino življenje in spolno integriteto ter jo kaznuje tako, da jo postopoma odstrani in zamenja z mlajšim dekletom, Gajino učiteljico saksofona. Gajo je označil za tipično hčer slovenskega filma, ki se gre policistko. Opazil je podobnost s filmom Kramer proti Kramerju, ki ima tudi prezaposlenega očeta, ki ostane sam z otrokom.
Miha Zor je za oddajo Gremo v kino na 3. programu Radia Slovenija napisal, da se film vrti okoli Gaje ter ne razjasne, kaj je bilo z njenim očetom v službi, ko je nanj padla skrb za otroka. Zmotilo ga je tudi zanemarjanje vseh likov razen Gaje in očeta, kopiranje lika zmedenega očeta samohranilca iz filma Kramer proti Kramerju pa ga ni prepričalo.
Ženja Leiler je Gajo označila za skrajno popolnega otroka, njeno življenje pa za pravljični svet višjega srednjega razreda. Opazila je, da problemi v filmu niso zares namenjeni njej, zaradi česar se edina ne spremeni ter da je v filmu preveč preprosto vloženih edukativnih vložkov. Všeč so ji bili glavna igralka, glasba, komični stranski liki in podobe mesta Ljubljana.

### Gledalci
Film si je ogledalo 76.573 gledalcev.

## Zasedba
| Lik                                 | Nastopajoči            |
| ----------------------------------- | ---------------------- |
| Gaja Ravnikar                       | Tara Milharčič         |
| Tea Ravnikar, Gajina sestra         | Neža Smolinsky         |
| Peter Ravnikar, Gajin in Tein oče   | Sebastian Cavazza      |
| Nina Ravnikar, Gajina in Teina mama | Jana Zupančič          |
| Ema, Gajina učiteljica saksofona    | Ajda Smrekar           |
| Matic, Gajin prijatelj              | Anže Gorenc            |
| Daša, Teina prijateljica            | Gitica Jakopin         |
| primarij Vrabl-Čoklova              | Nataša Barbara Gračner |
| Grega                               | Primož Pirnat          |
| Višji inšpektor Hace                | Lotos Vincenc Šparovec |
| skrivnostni moški                   | Boris Ostan            |

## Ekipa
- scenarij: Špela Levičnik Oblak in Peter Bratuša
- režija: Peter Bratuša
- produkcija: Tilen Ravnikar in Peter Bratuša
- fotografija: Mirko Pivčević
- glasba: Sebastijan Duh
- montaža: Tomislav Pavlic
- scenografija: Miha Ferkov
- kostumografija: Vesna Črnelič
- maska: Nataša Sevčnikar

## Nagrade
- tri zlate role za nadpovprečno število gledalcev (podeljujeta Kolosej in Društvo slovenskih režiserjev)[15]

### Festival slovenskega filma 2018
- vesna za masko
- vesna za posebne dosežke

## Izdaje na nosilcih
- Gajin svet: družinska romantična komedija. Ljubljana : RTV Slovenija, ZKP, 2019